# Mamadie Touré
Ne doit pas être confondu avec Mamadi Touré.
Mamadie Touré est la veuve et la plus jeune des quatre épouses de l'ancien président guinéen Lansana Conté,,, ,.
Son nom apparaît dans de nombreuses enquêtes sur les activités de Pentler Holdings, qui aurait transféré via un réseau de sociétés écrans au moins un paiement de 2,4 millions de dollars américains – et davantage promis – à sa société offshore, Matinda, en échange de son aide. obtenant de son mari une concession dans la mine de Simandou peu avant sa mort,.
Beny Steinmetz, un magnat israélien des mines de diamants, a été reconnu coupable de corruption pour ce pot-de-vin,.